# Eupithecia rougeoti
Eupithecia rougeoti är en fjärilsart som beskrevs av Claude Herbulot 1983. Eupithecia rougeoti ingår i släktet Eupithecia och familjen mätare. Inga underarter finns listade i Catalogue of Life.